# Sumna
Sumna (arab. سمنة) – wieś w Syrii, w muhafazie Hama. W 2004 roku liczyła 392 mieszkańców.